# Dendostrea frons
Dendostrea frons är en musselart som först beskrevs av Carl von Linné 1758.  Dendostrea frons ingår i släktet Dendostrea och familjen ostron. Inga underarter finns listade i Catalogue of Life.

Vänster skal
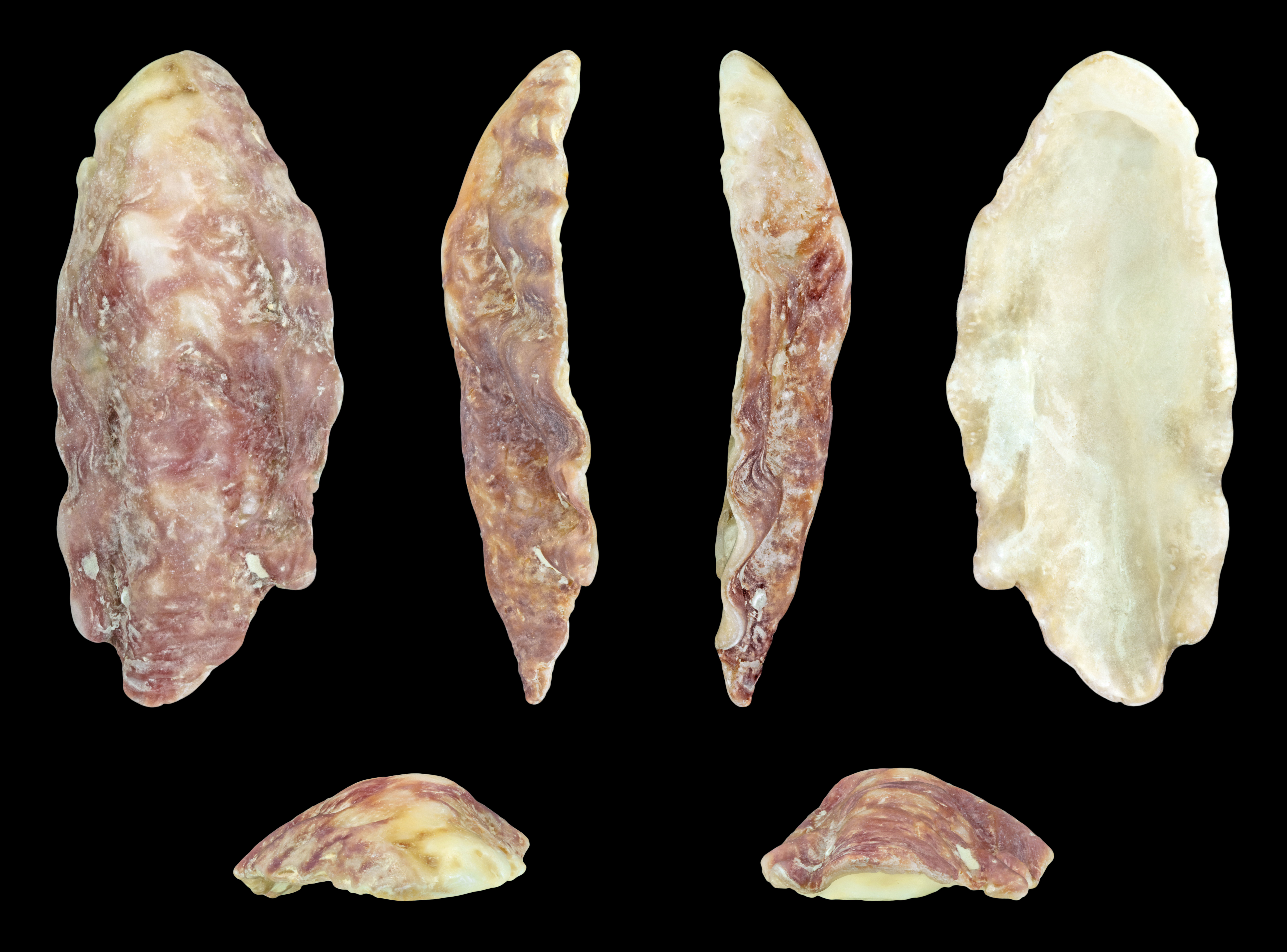
Höger skal